# Richard de Clare (6e comte de Gloucester)
Pour les articles homonymes, voir Richard de Clare.
Richard de Clare (4 août 1222-14 juill. 1262) est un baron anglais, comte de Hertford et comte de Gloucester de 1230 à sa mort.

## Biographie
Fils de Gilbert de Clare et d'Isabelle le Maréchal, Richard hérite des titres de son père en 1230, alors qu'il n'a que huit ans. Il est alors placé sous la garde de Hubert de Bourg et de son épouse la princesse Marguerite d'Écosse, fille du roi Guillaume le Lion. Il est déclaré majeur en 1243 et prend possession de ses titres à cette date.

## Mariages et descendance

### Marguerite de Bourg
En 1232, à l'âge de dix ans, Richard de Clare épouse la fille de son tuteur, Marguerite de Bourg dite "Megotta" (v. 1222-1237) ; sans descendance connue.

### Mahaut de Lacy
Veuf, Richard épouse en 1237 Mahaut de Lacy (1223-1289), fille du Jean de Lacy (v. 1192- 22 juillet 1240) et de Marguerite de Quincy (v. 1206-mars 1266), comtesse de Lincoln. Ils ont plusieurs enfants :
- Isabelle de Clare (v. 1240-v. 1270), épouse en 1258 Guillaume VII de Montferrat, marquis de Montferrat ;
- Gilbert de Clare (1243-1295), épouse en 1254 Alix de Lusignan ((av. 1241-1290), puis en secondes noces à Jeanne d'Angleterre, dite d'Acre, (1272-1307) ;
- Thomas de Clare (v. 1243/48-1287) ;
- Bogo de Clare (v. 1248-1294) ;
- Marguerite de Clare (v. 1249-1312), épouse en 1272 Edmond de Cornouailles ;
- Rose de Clare (v. 1252-ap. 1299), épouse en 1270 Roger Mowbray (♰ 1297) ;
- Eglantine de Clare (1257-1257).

## Sources et bibliographie